# Saype
Pour les articles homonymes, voir Legros.

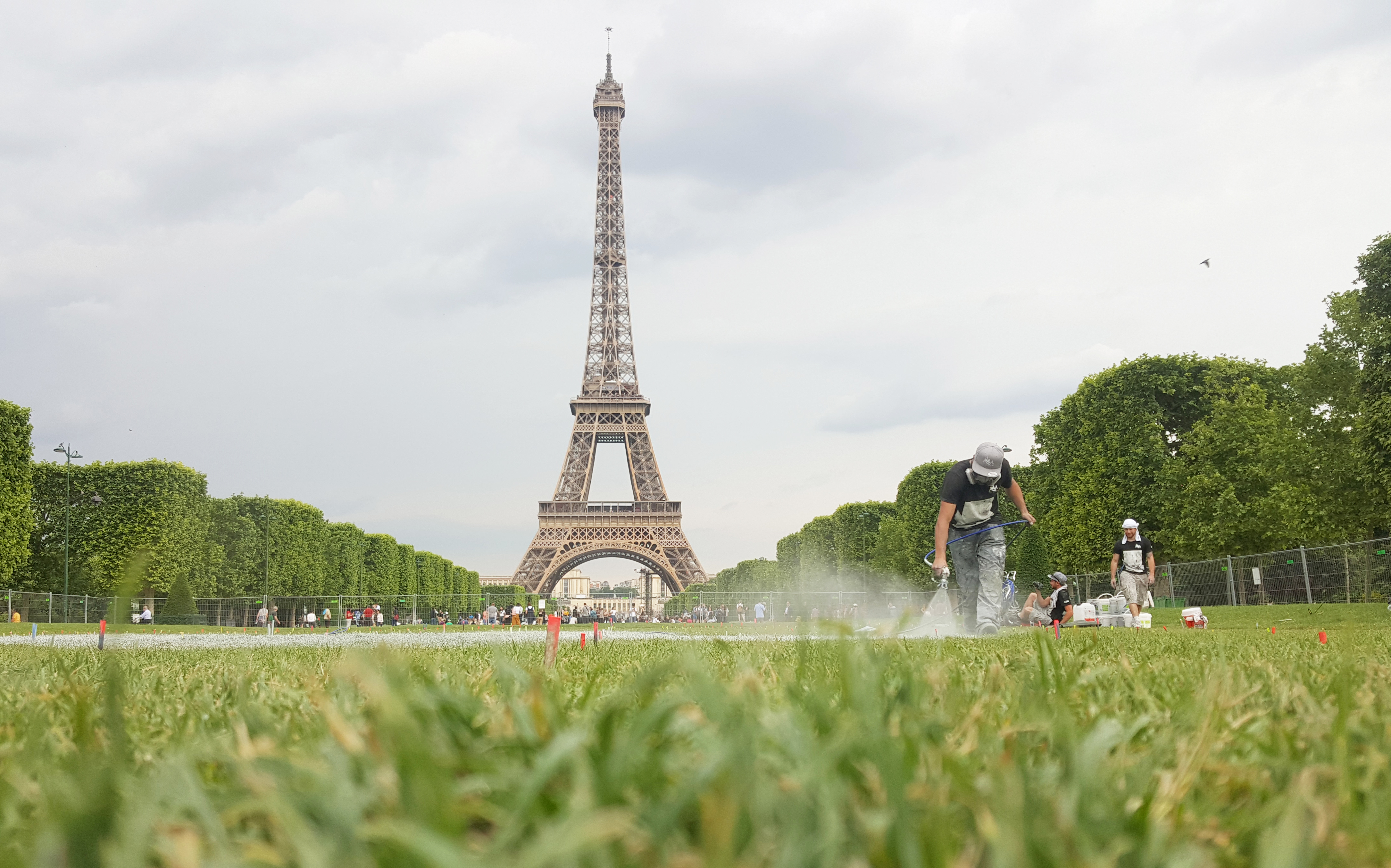
Beyond Walls, Paris, 2019

Saype est un artiste contemporain franco-suisse né le 17 février 1989 à Belfort. Il est connu pour la création de fresques géantes d'un style proche de l'hyperréalisme, conçues dans la nature à partir d'une peinture biodégradable qu'il a lui-même inventée. En 2019, Forbes l'inclut dans sa liste annuelle des 30 personnalités de moins de 30 ans dans le domaine de l’art et de la culture en Europe.

## Biographie
Saype, nom d'artiste de Guillaume Legros, naît à Belfort le 17 février 1989 et grandit à Évette-Salbert, à la frontière franco-suisse. Il poursuit une formation d'infirmier et exerce ce métier en parallèle de son activité artistique pendant près de 7 ans. Il estime que son premier métier a eu un impact sur son œuvre en le rapprochant de « questions existentielles comme la souffrance de l'être humain ».
Son pseudonyme est formé de la contraction de « say » (dire) et « peace » (la paix). Saype déclare vouloir, par ses œuvres gigantesques, attirer l'attention des gens et influencer les mentalités sans laisser de trace dans la nature.

## Carrière artistique
Saype commence la peinture en autodidacte à quatorze ans par le graffiti, qu'il analysera plus tard comme une forme d'acte rebelle, « une manière d'exister dans la société ».
Au-delà de la peinture à la bombe, il explore également dans son atelier la peinture au couteau et à l’acrylique, et dès seize ans, commence à exposer en galerie ses premières œuvres.
Par la suite, convaincu que « le graffiti est dilué dans la pollution de nos sociétés actuelles », il décide d'« adapter le street art à un terrain de jeu plus vaste et peu exploité : la nature ». C'est ainsi qu'il s'oriente vers le land art, explorant la réalisation de fresques géantes sur herbe. En 2012, après plusieurs mois de recherche pendant près d'un an dans le jardin de ses parents, il commence à utiliser une peinture totalement biodégradable, qu'il a élaborée à partir de caséine, la protéine du lait. Il expliquera avoir eu le désir de peindre sur un support vivant comme l'herbe, et que ça n'aurait pas eu de sens d'utiliser une peinture nocive pour l'environnement.
Sa première œuvre en pleine nature, L'Amour, est réalisée en 2015, dans les Alpes françaises, sur herbe ; dans un style figuratif comparé à l'hyperréalisme et à l'impressionnisme, elle représente un buste de femme. C'est alors la plus grande fresque sur herbe réalisée au monde. Il bat ensuite ce record de 1 200 m2 à plusieurs reprises. L'accessibilité des drones à cette époque donne des nouvelles perspectives et lui permet d'immortaliser ses œuvres.
En 2018, il s'associe à l'association SOS Méditerranée et crée la fresque Message from Future près de l'Office des Nations unies à Genève. Le projet a pour but de rendre hommage aux bénévoles de l'association qui portent secours aux migrants en mer. L'action pousse également des élus à demander au gouvernement d'offrir un pavillon suisse au bateau de secours Aquarius alors bloqué à quai.
Le 15 juin 2019, Saype lance son projet baptisé Beyond Walls (Au-delà des murs), qui vise à relier les cinq continents par la plus grande chaîne humaine symbolique au monde. La première étape est le Champ de Mars, au pied de la tour Eiffel, à Paris. Pour la réalisation de l'œuvre, le Champ de Mars est fermé au public pendant deux semaines, une première historique. La fresque de 600 mètres de long représente des mains qui se tiennent. Entre 2019 et 2020, plus d'une dizaine de villes sont associées au projet. En 2020, il relie Ouagadougou, Yamoussoukro, Turin et Istanbul. En 2021, Saype peint dans le township de Philippi, au Cap, dans la ville de Ganvié, marquée par un passé esclavagiste, et expose dans le cadre de l'Exposition universelle de Dubai. En 2022, il participe à la Biennale de Venise avec une fresque dérivant sur le Grand Canal.
En 2021 et 2022, Saype peint devant le siège des Nations unies à New York, Genève et Nairobi, à l'occasion des 75 ans de l'organisation,. Son triptyque World in Progress est décrit comme « un message d'espoir », figurant la création d'un monde idéal imaginé par deux enfants.

## Technique
La démarche de Saype, pionnier dans le domaine de la peinture sur herbe, se situe entre le land art et le street art,. Ses œuvres sont à base d'une peinture biodégradable, composée d'eau, de blanc de Meudon, de charbon et de caséine. Saype l'a lui-même mise au point à la suite d'une année de recherches, visant à minimiser l'impact environnemental tout en gardant une adhésion au terrain. Les œuvres sont visibles depuis le ciel pendant quelques semaines, puis disparaissent au rythme des aléas de la nature. Elles sont reproduites en lithographies et œuvre unique signées par l'artiste.
Au-delà de ses œuvres éphémères en pleine nature, Saype crée aussi en atelier et expose en galerie avec ses séries Métros et Les Aurores. Ces œuvres au pinceau et à l'aérographe combinent les supports, notamment de toiles et plexiglas pour donner une impression de profondeur.

## Projets
2015
- L'Amour (1 200 m2), La Clusaz (France)[28].

2016
- Hommage au Tour de France avec le portrait géant de Michel Bibollet (2 500 m2), Flumet (France)[29].

- Qu'est-ce qu'un grand Homme ? (10 000 m2), Leysin (Suisse)[30].

2017
- Un grand Homme et l'Avenir (4 000 m2), Kufa's Urban Festival, Esch-sur-Alzette (Luxembourg).

- Hommage au Tour de France avec le portrait de Nicolas Frantz, Wiltz (Luxembourg)[31].

- Story of Future (6 000 m2), Rochers de Naye (Suisse).

- Combi Volkswagen (4 200 m2), 20e festival VolksWagen international, Château d'Oex (Suisse)[32].

- Travailleur de l'ombre avec le portrait d’un mineur (4 000 m2), inauguration de la Transjurane, Jura (Suisse).

2018
- Take care for Future (8 000 m2), Guadalupe (Colombie)[33].

- Present by Future (6 000 m2), Belfort (France)[34].

- Ecology as a tradition (2 000 m2), Voronej (Russie).

- What legacy ? (1 500 m2), festival Images Vevey, La Tour-de-Peilz (Suisse).

- Message from Future (5 000 m2), Genève (Suisse)[35].

2019

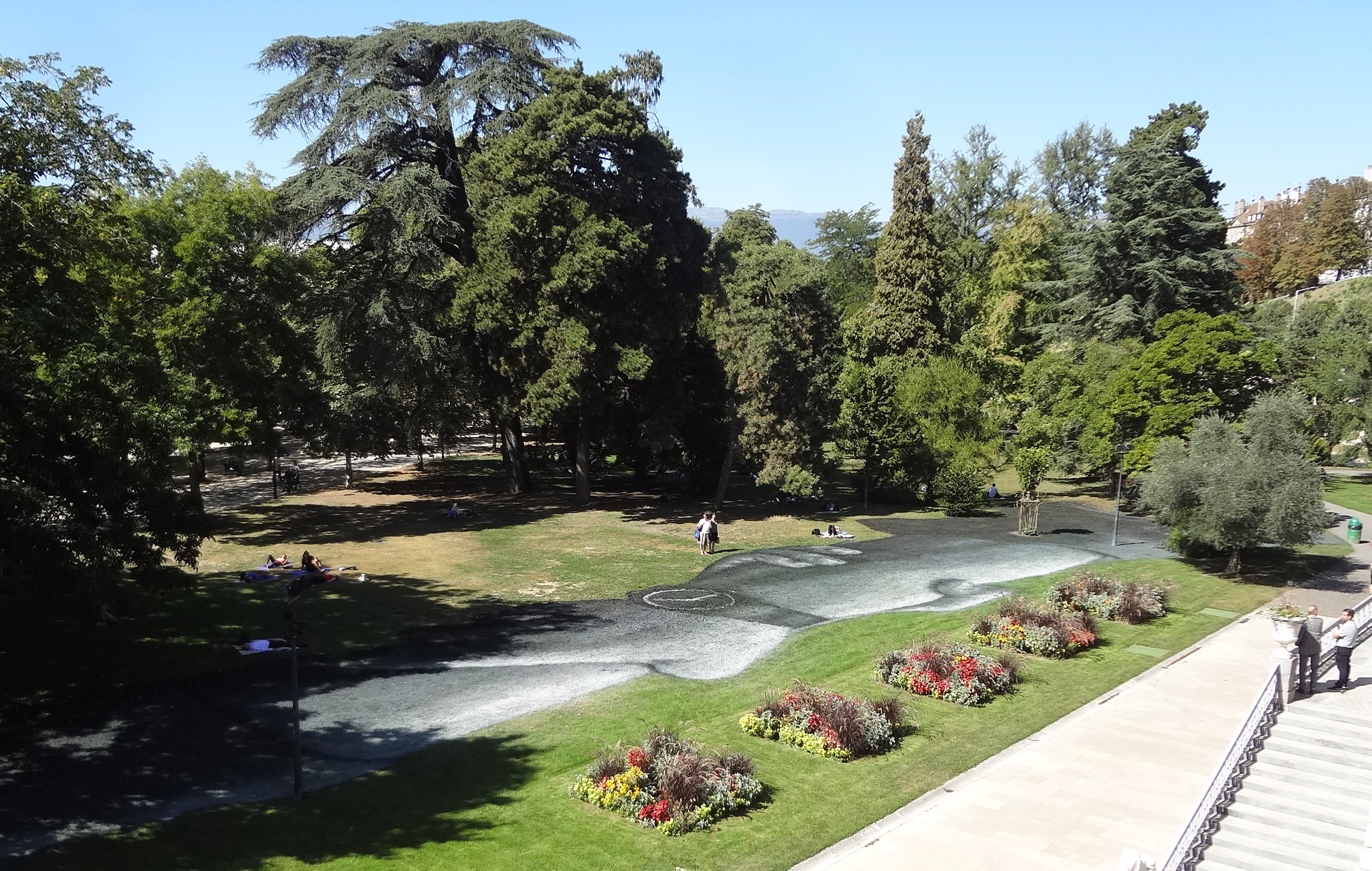
Beyond Walls, Genève, 2019

- In the world hands (5 000 m2), Buenos Aires (Argentine)[36].

- Beyond Walls, Step 1: Paris (15 000 m2), Champ de Mars, Paris (France)[37].

- Une histoire de point de vue (3 000 m2), Festival ArtiChoke, Estavayer-le-Lac (Suisse)[38].

- Les contrebandiers de l'amitié (5 000 m2), Val-d'Illiez (Suisse).

- Beyond Walls , Step 2: Andorre (3 500 m2), Engolasters (Andorre)[39].

- To the moon (5 000 m2), Liverpool (Royaume-Uni)[40].

- Beyond Walls, Step 3: Genève (5 000 m2), Genève (Suisse)[41].

- A story of resilience (10 000 m2), Decazeville (France)[42].

- Beyond Walls, Step 4: Berlin (4 000 m2), Berlin (Allemagne)[43].

2020
- Beyond Walls, Step 5: Ouagadougou (5 000 m2), Ouagadougou (Burkina Faso)[44].

- Beyond Walls, Step 6: Yamoussoukro (18 000 m2), Yamoussoukro (Côte d'Ivoire)[45].

- Beyond Crisis (3 000 m2), Leysin (Suisse)[46].

- Rock the grass (4 200 m2), Belfort (France)[47].

- World in progress (6 000 m2), Genève (Suisse)[48].

- Un grand Homme et l'Avenir II (4 500 m2), Valberg (France)[49].

- Qu'est-ce qu'un grand Homme ? II (4 000 m2), Aurillac (France)[50].

- Beyond Walls, Step 7: Turin (6 400 m2), Turin (Italie)[51].

- Beyond Walls, Step 8: Istanbul (6 300 m2), Istanbul (Turquie)[52].

2021
- Beyond Walls, Step 9: Cape Town (6 000 m2), Le Cap (Afrique du Sud)[53].

- Beyond Walls, Step 10: Ouidah (1 000 m2), Ouidah (Bénin)[54].

- Un nouveau souffle (1 500 m2), Le Moléson (Suisse)[55].

- World in Progress II (11 000 m2), New York (États-Unis)[56].

- Beyond Walls, Step 11: EXPO2020 Dubai (1 500 m2), Dubaï (Émirats arabes unis)[57].

- The Sea Cleaner (4 500 m2), La Caquerelle (Suisse)[58].

- (All of us) (2 800 m2), Miami (États-Unis)[59].

2022
- World in Progress III (7 200 m2), Nairobi (Kenya).

- Beyond Walls, Step 13: Venise (240 m2), Venise, Italie)[60].

- Beyond Walls, Step 14 : Belfast (10 800 m2 sur herbe, Irlande du Nord)[61],[62]

- Beyond Walls, Step 15 : Rio de Janeiro (825 m2) sur herbe à Estàcio et 1 500 m2) sur sable à Copacabana, Brésil)[63],[64]

- Beyond Walls, Step 16 : Brumadinho (3 000 m2) sur herbe, Brésil)[65],[66]

- Vers l'équilibre (2 500 m2 sur herbe à Villars sur Ollon, Suisse)[67],[68]

2023
- Beyond Walls, Step 17: Japan (3 250 m2 sur herbe à Okinawa, 1 875 m2 sur herbe à Nagasaki, 3 000 m2 sur herbe à Fuji et 800 m2 sur herbe à Tokyo, Japon)[69],[70]

- Towards good ideas ? (2 500 m2 sur herbe à Ibri, Oman)[71],[72]

- Une grande Dame (2 500 m2 sur herbe à Courmayeur, Italie)[73]

- Le soleil a rendez-vous avec la lune (2 700 m2 sur herbe à Villars sur Ollon, Suisse, le 9 juillet 2023)[74]

- All of us! (1 000 m2 sur herbe à Genève, Suisse, le 8 septembre 2023)[75]

- Trash (sur herbe à Lausanne, Suisse)[76]
- Encordés (1 000 m2 sur neige à La Plagne et Les Arcs, France)[77]

## Expositions
2016
- Solo show, Galerie Cheloudiakoff, Belfort (France).

2017
- Salon Urban Art Fair, Paris (France).
- Exposition solo, What's traces ? Galerie David Pluskwa, Marseille (France)[78].
- Group Show Galerie David Pluskwa, St Tropez (France)[79].
- Exposition Art Élysées, Paris (France).
- Salon St'art, Foire européenne d’art contemporain et de design, Strasbourg (France).

2018
- Exposition solo, Galerie Cheloudiakoff, Belfort (France).
- Salon art up, Foire d’art contemporain, Lille (France).
- Exposition Urban Art Fair, Paris (France).
- Exposition Art Élysées, Paris (France).
- Exposition Speerstra, Bursins (Suisse)[80].

2019
- Exposition Contemplation, Galerie 2016, Hauterive (Suisse)[81].
- Salon Urban Art Fair, Paris (France)[82].
- Musée Porrentruy Optical Art (POPA), Porrentruy (Suisse)[83].